# Джон Джозеф Акар
Джон Джо́зеф Ака́р (англ. John Joseph Akar; 20 травня 1927 — 23 червня 1975) — театральний діяч, композитор і дипломат Сьєрра-Леоне. Посол Сьєрра-Леоне в США.
Вчився у Великій Британії. Перша п'єса — «Долина без луни» — отримала на його батьківщині широке визнання. П'єса «Клич Томба» (1961) була поставлена трупою «Артисти Сьєрра-Леоне». В 1963 році Акакі сформував національну танцювальну трупу, в програмі якої окрім танців були й драматичні сцени.